# Selçuk Hatun
Selçuk Hatun (cca 1407 – 25. října 1485) byla osmanská princezna. Byla dcerou sultána Mehmeda I. a jeho konkubíny Kumru Hatun. Byla poloviční sestrou sultána Murada II., jehož matkou byla jiná konkubína.

## Mládí
Selçuk Hatun se narodila nejspíš v roce 1407 v Amasyi nebo Merzifonu. Jejím otcem byl osmanský sultán Mehmed I. a matkou konkubína Kumru Hatun.
Během Osmanského interregna se její otec zdržoval na několika místech, po porážce všech svých bratrů v roce 1413 se stal sultánem. Selçuk tak žila v Edirnském paláci a strávila zde své dětství. Po smrti jejího otce v roce 1421 se stal sultánem její bratr Murad II. a přesunula se do Bursy.

## Manželství
V roce 1425 ji její bratr zasnoubil s Taceddinem Ibrahimem II. Beyem, synem Isfendiyara Beye. Po smrti svého manžela v roce 1443 byla znovu provdána, tentokrát za Anadolu Beylerbeye Karacu Pašu. Po smrti svého druhého manžela se vrátila zpět do Bursy a znovu se již neprovdala.

### Potomstvo
Jediným přeživším dítětem princezny Selçuk byla Hatice Hatun. S prvním manželem měla celkem šest dětí. Prvním dítětem byl syn Orhan Bey, který zemřel v listopadu roku 1429 ve věku pěti let. Druhým dítětem byla Paşa Melek Hatun, která zemřela v roce 1436 ve věku deseti let. Třetím dítětem byl Emir Yusuf Bey, který pravděpodobně zemřel v patnácti letech v roce 1441. Čtvrtým dítětem byla Hafsa Hatun, která zemřela v šestnácti letech v květnu roku 1442. Pátým dítětem byla Hatice Hatun, která se jako jediná dožila dospělosti a zemřela v roce 1502, celých sedmnáct let po smrti matky. Všechny děti byly pohřbeny v hrobce spolu se Selçuk. Jejich posledním dítětem byl Ishak Bali, o němž se toho mnoho neví a pravděpodobně po smrti otce žil spolu s matkou v Burse. Dospělosti se ale rovněž nedožil.
Z druhého manželství měla pouze jednu dceru Hundi Hatun.

## Podpora Sultana Cema k získání trůnu
V roce 1481, po smrti jejího synovce Mehmeda II., opět nastal boj o trůn mezi jeho dvěma syny - Bayezidem II. a Cem Sultanem. Byla na straně prince Cema. V době, kdy se prohlásil za sultána, žila Selçuk v Burse spolu s ním. Ten ji vyslal ke svému bratru Bayezidovi jako vyslance a to i přesto, že tento krok mohl zemi rozdělit na dvě poloviny. Bayezid zorganizoval jeho sesazení z trůnu, stal se novým vládcem a Selçuk se vrátila zpět do Bursy, kde strávila zbytek svého života.

## Nadace
V roce 1450 nechala vystavět v Burse mešitu, která nesla jméno po ní. Ve městě Beyazit založila dva roky před smrtí v roce 1483 dobročinnou nadaci, kam věnovala veškerý svůj majetek. Svůj vlastní dům v Burse nechala přestavět na imaret (nemocnici), kde si mohli chudí lidé jedenkrát denně vzít jídlo.
Mešita se do dnešních dnů nedochovala, několikrát lehla popelem při požárech ve městě a nebyla poté již obnovována. Naposledy byla rekonstruována v roce 1568.

## Smrt
Selçuk Hatun zemřela 25. října 1485 a byla pohřbena v mauzoleu svého otce Mehmeda I. (Zelená hrobka) v Burse.